# Skorec šedý
Skorec šedý (Cinclus mexicanus) je malý pěvec vázaný na rychle tekoucí bystřiny horských pohoří západní Střední a Severní Ameriky od Panamy po Aljašku.

## Systematika
Druh formálně popsal anglický přírodovědec William John Swainson v roce 1827 pod vědeckým jménem Cinclus mexicanus. Typová lokalita druhu je Temascaltepec de González v Mexiku. Druhové jméno mexicanus znamená „mexický“. Podle studie mitochondriální DNA leží evoluční počátek skorců v euroasijské oblasti, odkud se rozšířili do Severní a Jižní Ameriky. Split mezi severoamerickou (skorec šedý) a jihoamerickou linií (dva druhy, a sice skorec rezavohrdlý a bělohlavý) nastal někdy před 3,5 miliony lety. Split patrně nastal jako důsledek glaciálních událostí, které vytvořily přirozenou geografickou bariéru mezi oběma liniemi, kterou byl vznik kolumbijských pobřežních nížin. Ty dodnes oddělují jižní populace skorců šedých od severních populací skorců bělohlavých. Skorec bělohlavý náleží do nepočetného rodu skorec (Cinclus), který je jediným rodem čeledi skorcovití (Cinclidae). Vyskytuje se ve 4 poddruzích s následujícím rozšířením:
- C. m. unicolor Bonaparte, 1827 – Aljaška, západní Kanada a západní USA
- C. m. mexicanus Swainson, 1827 – severní a střední Mexiko
- C. m. anthonyi Griscom, 1930 – jihovýchodní Mexiko, jihozápadní Guatemala, východní Honduras, severozápadní Nikaragua
- C. m. dickermani Phillips, AR, 1966 – jižní Mexiko
- C. m. ardesiacus Salvin, 1867 – Kostarika a západní Panama

## Popis

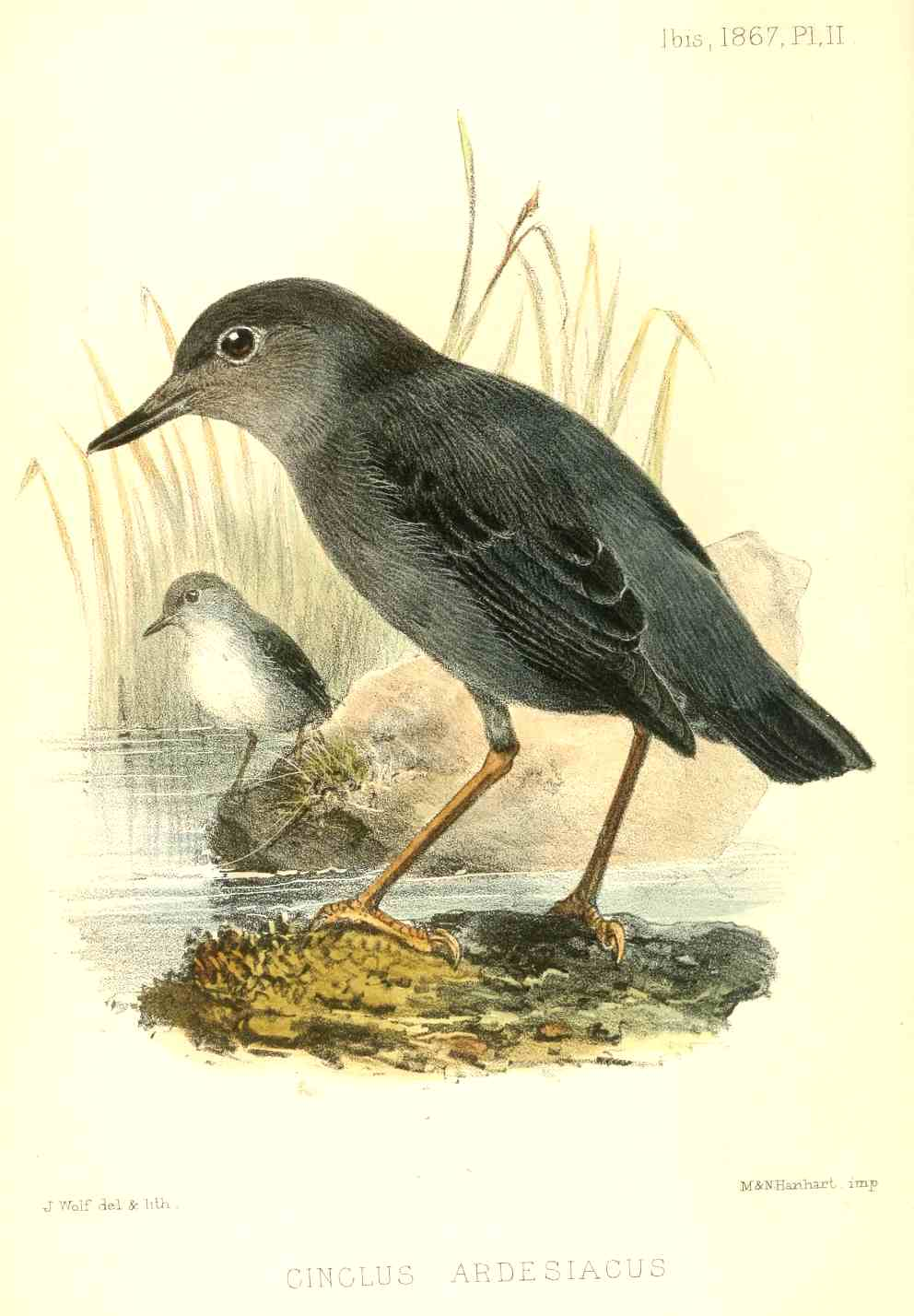
Ilustrace z roku 1867 (Joseph Wolf)

Délka těla se pohybuje kolem 15–17,5 cm. Samcovo křídlo je 83–100 mm dlouhé, ocas 48–52 mm, zobák 16–19 mm, běhák 25–31 mm. Samiččino křídlo je dlouhé 79–92 mm, ocas 41–52 mm, zobák 16–18 mm, běhák 26–30 mm. Všechno opeření je tmavě šedé, která je jemně světlejší na bradě a tmavší na korunce a krovkách. Duhovky jsou tmavě hnědé, zobák černý, nohy světle růžové. Nedospělí jedinci mají podobné opeření jako dospělí, avšak od brady po spodní krovky ocasní jsou výrazně kropení šedobíle. Pera nedospělých jedinců na velkých předloketních krovkách, malých krovkách a krycích letkách mají světlé okraje.

## Rozšíření a populace
Skorec šedý je rozšířen po většině Aljašky, západních částí Kanady a Spojených států amerických a poté v úzkém páse od západního Mexika až po Panamu. Celková populace se v roce 2022 odhadovala na cca 160 000 jedinců a je považována za stabilní. Mezinárodní svaz ochrany přírody hodnotí skorce šedého jako málo dotčený taxon. Stanoviště druhu tvoří rychle tekoucí horské bystřiny do šířky max. 15 m a hloubky max. 2 m. Vyskytuje se až do 3500 m n. m.

## Biologie
Hlasově se projevuje krátkým džit nebo dzik – někdy jednotlivě, jindy v sérii volání. Vedle těchto krátkých zvuků vydává i líbezně znějící zvonkovitý zpěv, který je velmi hlasitý, což je patrně následek žití v hlučném prostředí hučících řek. V tichém prostředí se zpěv nese i na 1,5 km daleko.
Potravu získává hlavně z horských řek, i když někdy uloví hmyz i v letu. V horských řekách dokáže čile plavat a potápět se, jak je typické i pro ostatní skorce. Pod hladinou zůstává typicky 15 vteřin. Skorec šedý pod vodou často roztahuje křídla, čímž bojuje pro svižným říčním proudům, a doslova „chodí“ po dně. Hlavní složku jídelníčku skorce šedého tvoří vodní hmyz a larvy (např. komárů, pošvatek, jepic, chrostíků), občas sezobne i malou rybku nebo rybí vajíčka.

### Hnízdění
Hnízdí v těsné blízkosti bystřin. Staví si poměrně mohutné hnízdo ve tvaru koule, která se skládá ze dvou vrstev. Vnější vrstva je z mechu a občas přimíchaného listí a kůry. Uvnitř se nachází ještě menší šálkovité hnízdo ze suchých trav a listí. Vletový otvor se vždy nachází ve směru vodního toku. Samice snáší 4–5 bílých vajec o rozměrech cca 25×18 mm. Inkubační doba trvá 14–17 dní. Mláďata zůstávají na hnízdě 24–26 dní.